# کلیسای قازانچتسوتس آمناپرگیچ مقدس
کلیسای قازانچتسوتس آمناپرگیچ مقدس یا کلیسای جامع شوشی یا (به ارمنی: Սուրբ Ամենափրկիչ Ղազանչեցոց մայր տաճար - به انگلیسی Ghazanchetsots Cathedral)، کلیسای متعلق به ارمنیان، که در شهر شوشی واقع شده‌است.

## تاریخ
این کلیسا بین سالهای ۱۸۶۸ تا ۱۸۸۷ میلادی بنا شده‌است و نمای آن از سنگ سفید ساخته شده‌است. معمار این کلیسا «سیمون تر- هاکوبیان» می‌باشد.
پس از کشتار ارمنی‌های شوشی توسط نیروهای جمهوری دمکراتیک آذربایجان کلیسا به عنوان انبار غله و پارکینگ استفاده می‌شد.
در طول جنگ قره باغ نیز مقامات جمهوری آذربایجان به دلیل اطمینان از عدم مورد حمله قرار گرفتن آن از سوی نیروهای ارمنی از آن به عنوان انبار مهمات استفاده می‌نمودند.
پس از نبرد شوشی ارمنی‌ها این کلیسا را بازسازی کرده‌اند که کار بازسازی در سال ۲۰۰۰ میلادی به اتمام رسید.

## معماری
یکی از اتاقهای زیرزمینی کلیسا بواسطه پدیده‌های مرموز معروف می‌باشد. آن فقط یک اتاق نیم‌کروی است اما دارای ویژگی‌های آکوستیک‎ بسیار جالبی می‌باشد. وقتی در وسط آن درست در زیر شکاف ایجاد شده بر روی سقف می‌ایستید، صدای شما به‌طور غیرقابل قیاسی بلندتر شنیده می‌شود اما برای کسی که یک متر کنار ایستاده‌است، اینگونه نیست و او صدای معمولی می‌شنود. به‌خصوص وقتی در زیر آن شکاف شروع به آواز خواندن می‌نمایید. این اتاق برای مراسم کلیسایی مورد استفاده قرار می‌گرفت. کشیش‌ها با بلندتر شنیدن صدای خود می‌توانستند موسیقی را صحیح تر ادا نمایند.
کلیسای جامع شوشی دارای گنبد سبک بازیلیکا و چهار ضلعی است. طول آن ۳۴٫۷ متر و عرض آن ۲۳ متر است. کلیسا در ارتفاع ۳۵ متر واقع شده؛ و یکی از بزرگترین کلیساهای ارمنستان است. سقف، گنبد مخروطی و فلزی است، ارتفاع آن ۱۷ متر است.
کلیسا دارای سه ورودی یکسان از غرب، جنوب و شمال است. نقش برجسته‌های تزئینی در درگاه‌ها و پنجره‌ها وجود دارد. طرح پلان طبقه (نقشه اشکوب) کلیسای جامع شوشی برگرفته از کلیسای جامع اچمیادزین، ارمنستان است.
برج ناقوس کلیسا که از سنگ آهک سفید ساخته شده؛ دارای سه طبقه است که ناقوس کلیسای آن در طبقه سوم قرار دارد و دارای دو ناقوس است. مجسمه‌های فرشتگان که نشان شهر می‌باشند در حال دمیدن شیپور در بالای طبقه اول آن قرار دارند.

## نگارخانه

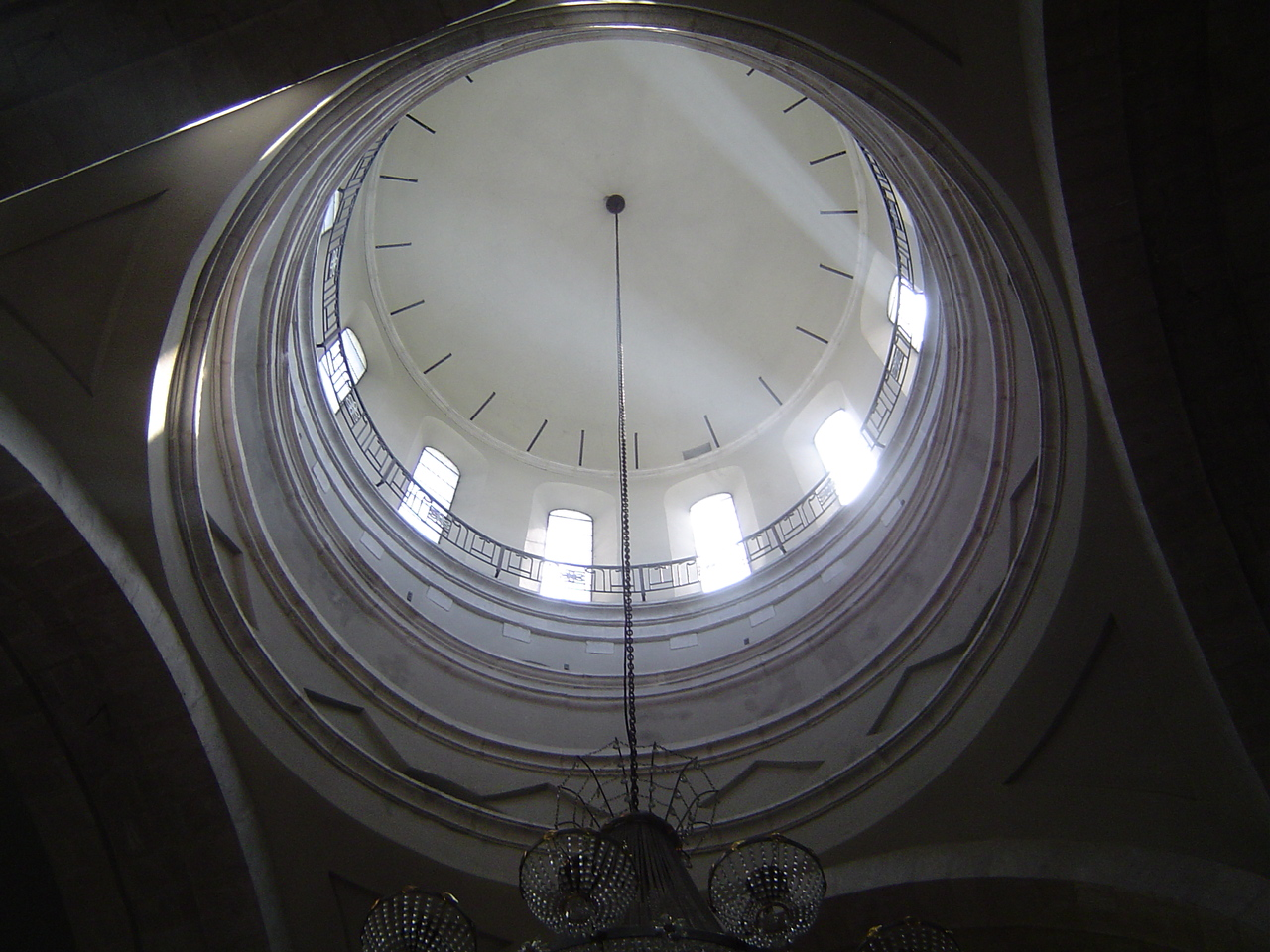
گنبد کلیسا
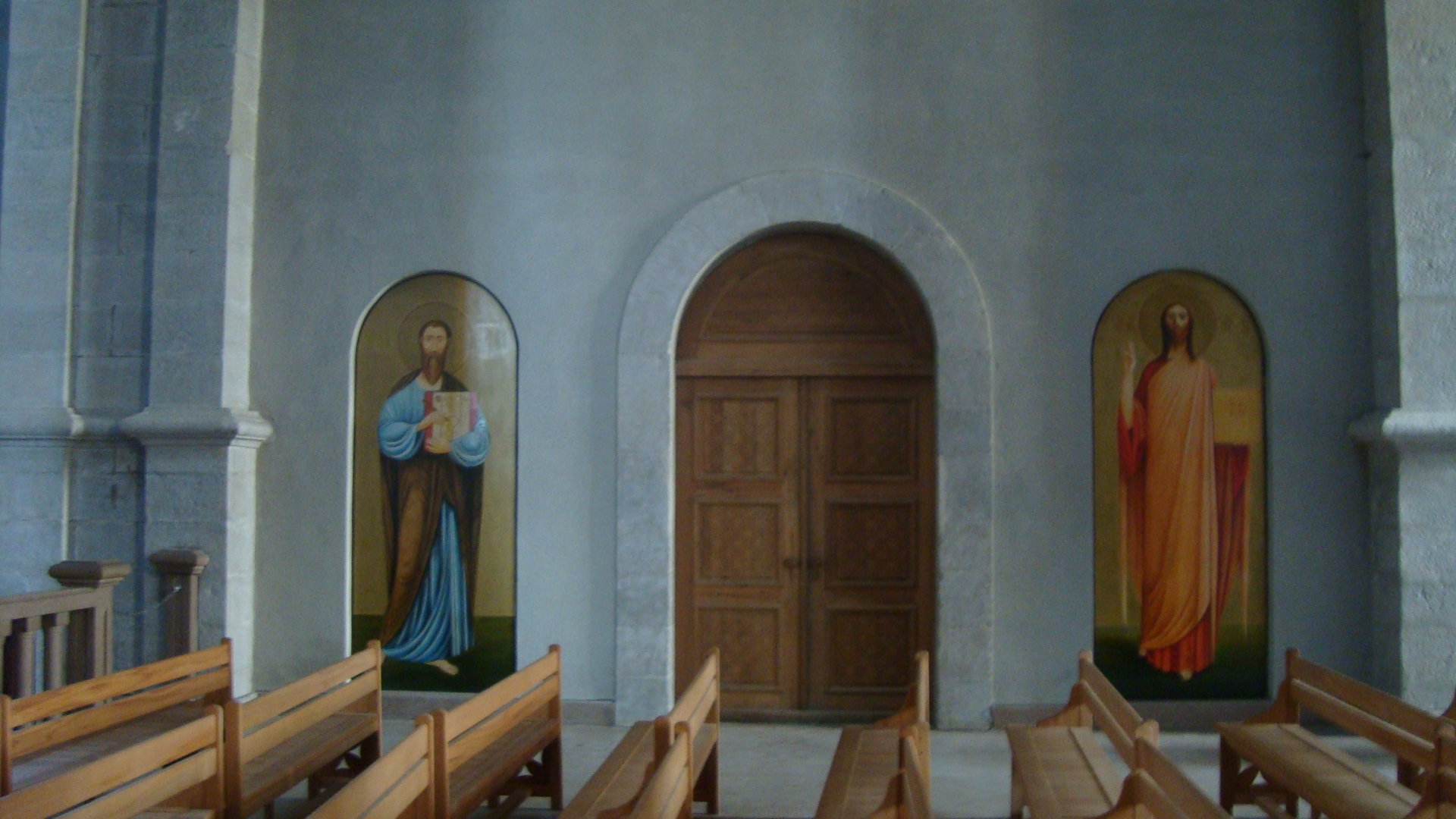
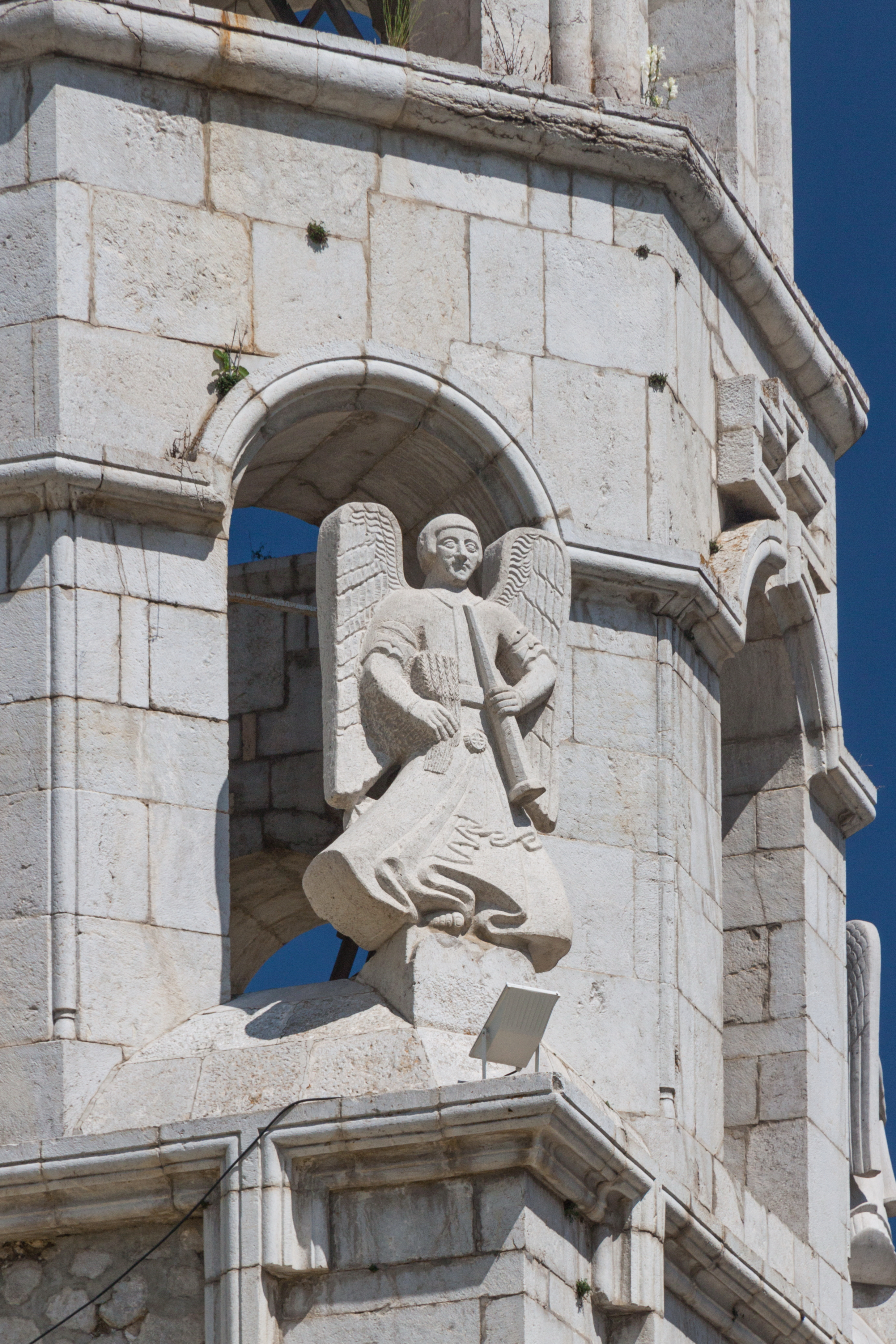
مجسمه یک فرشته
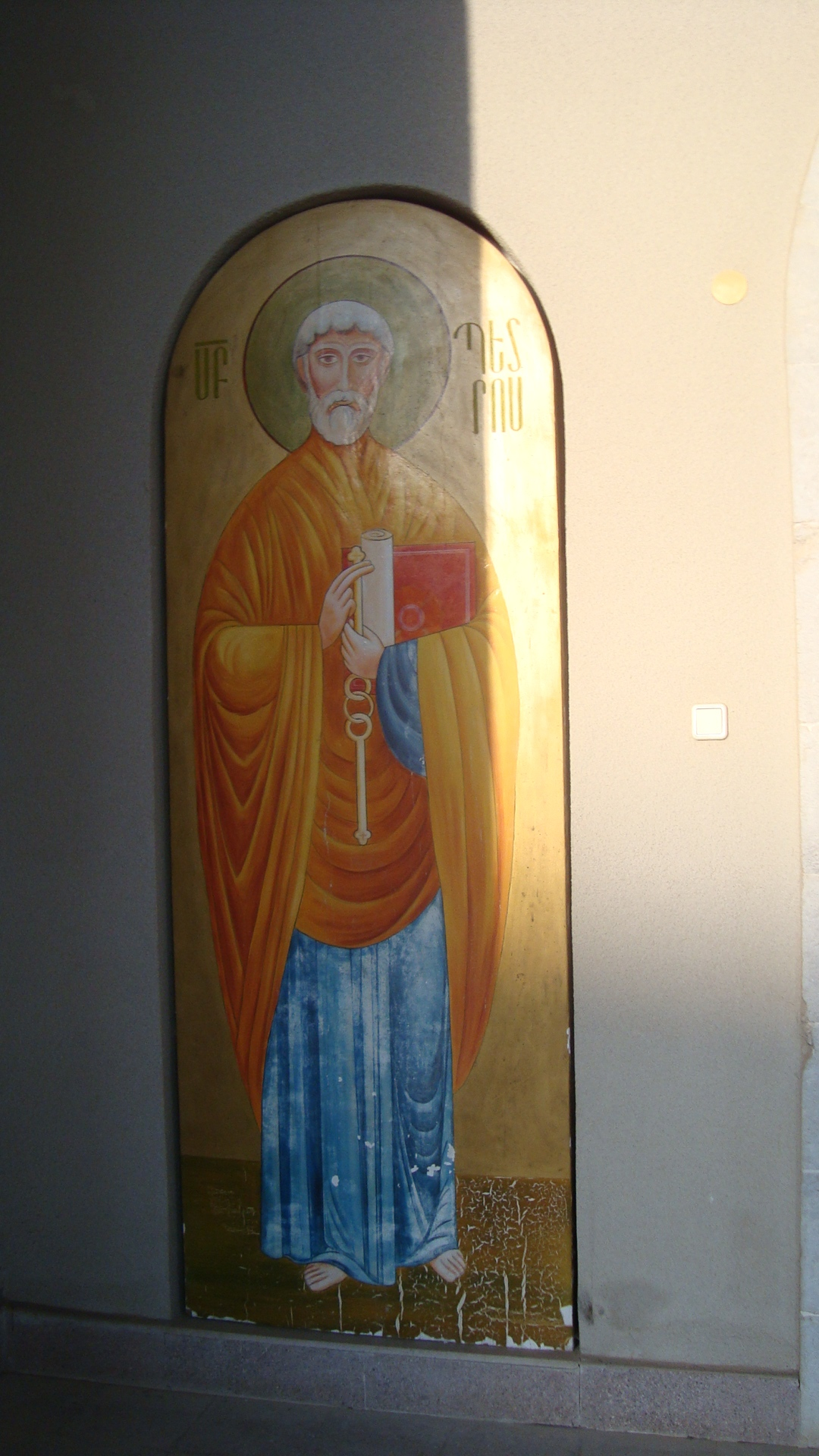
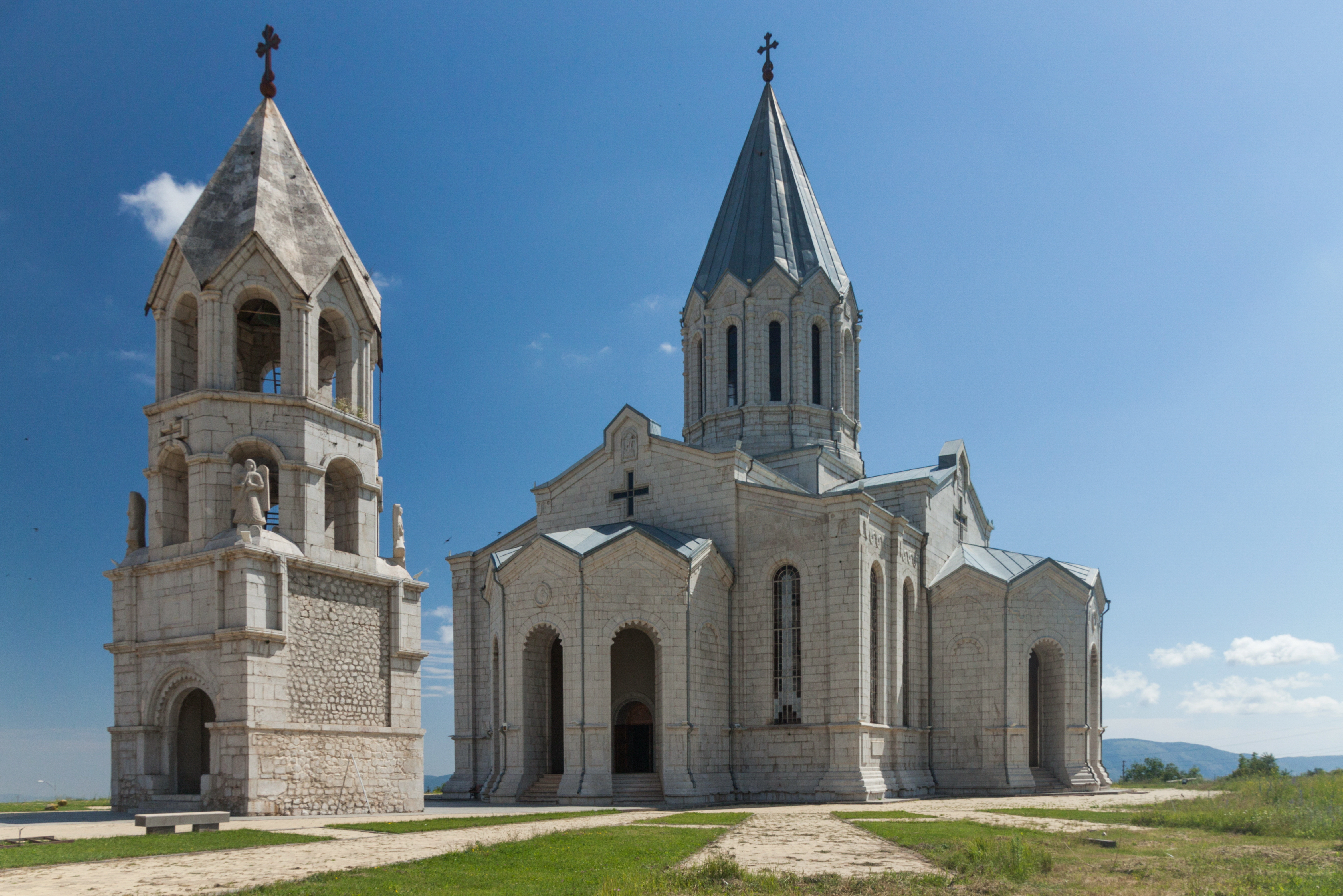
کلیسای جامع شوشی
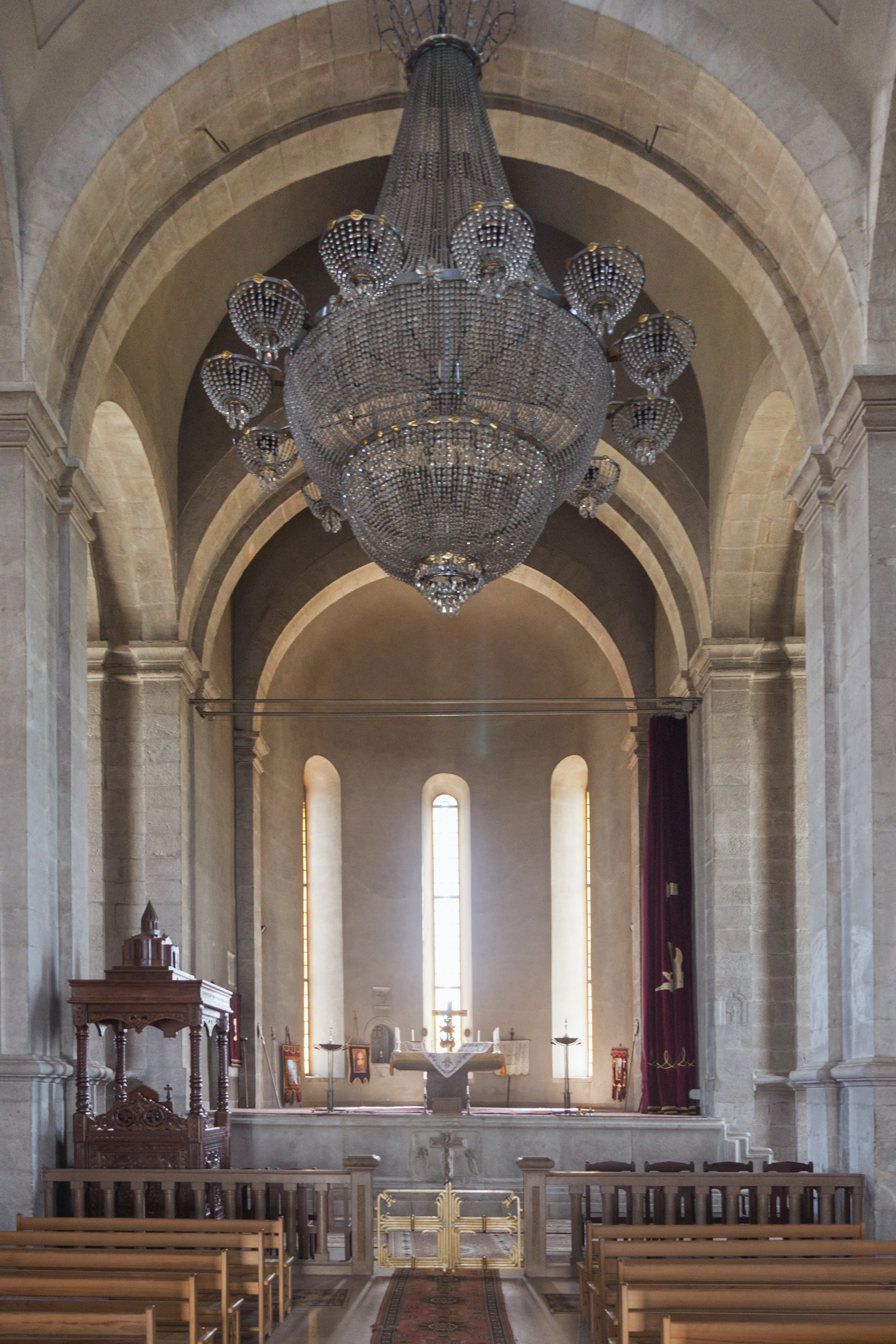
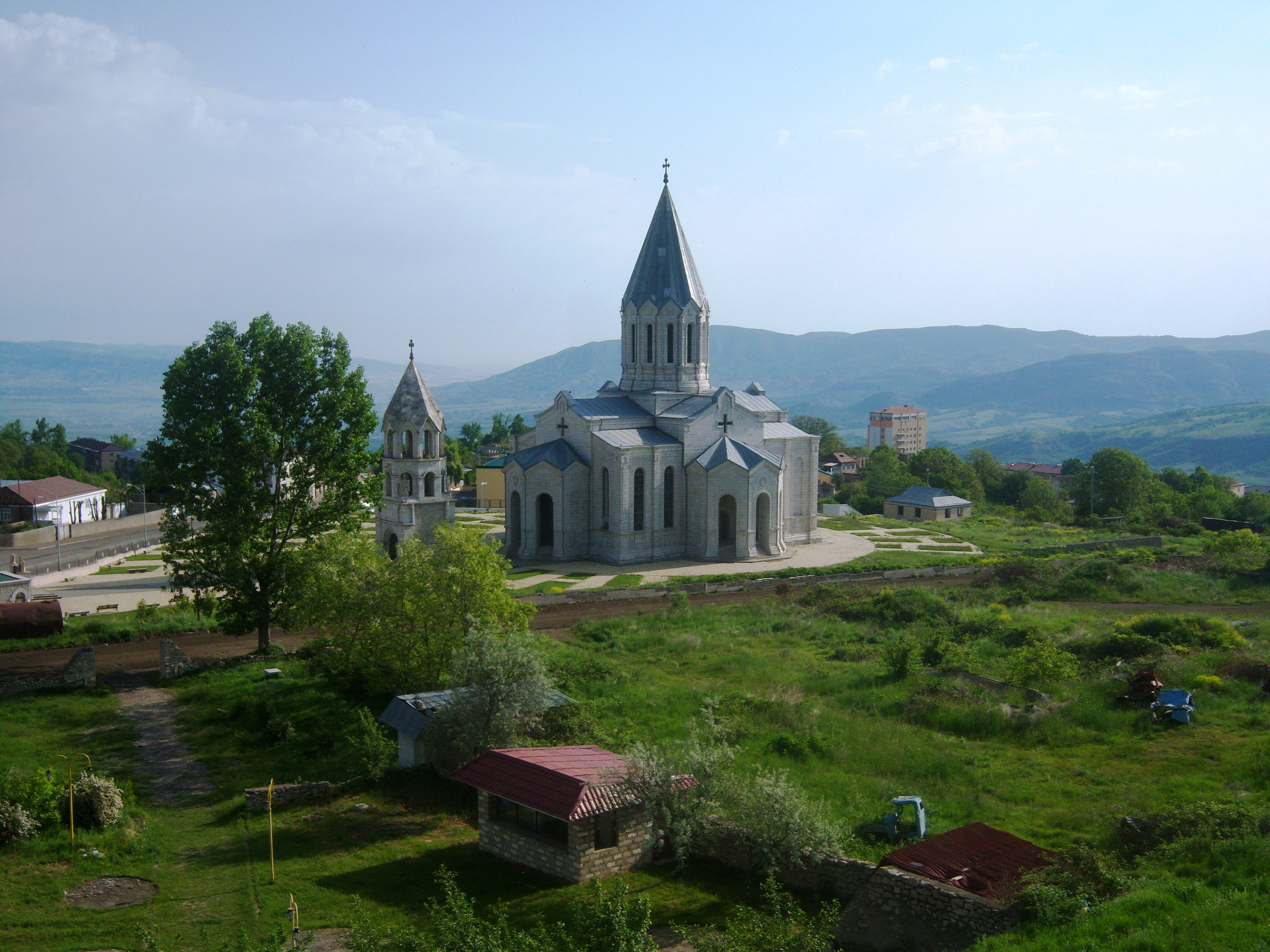
کلیسای جامع شوشی
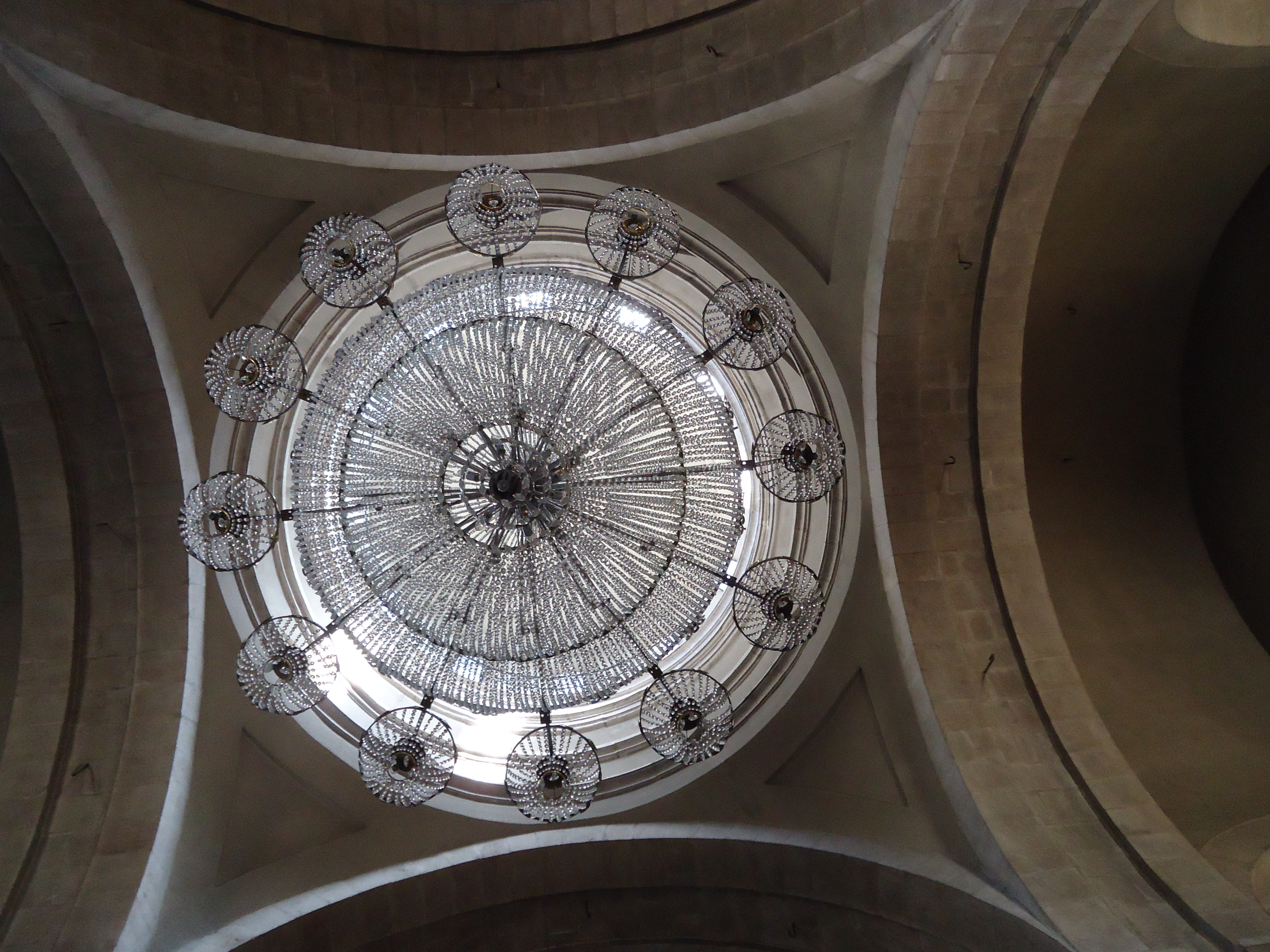
گنبد کلیسا
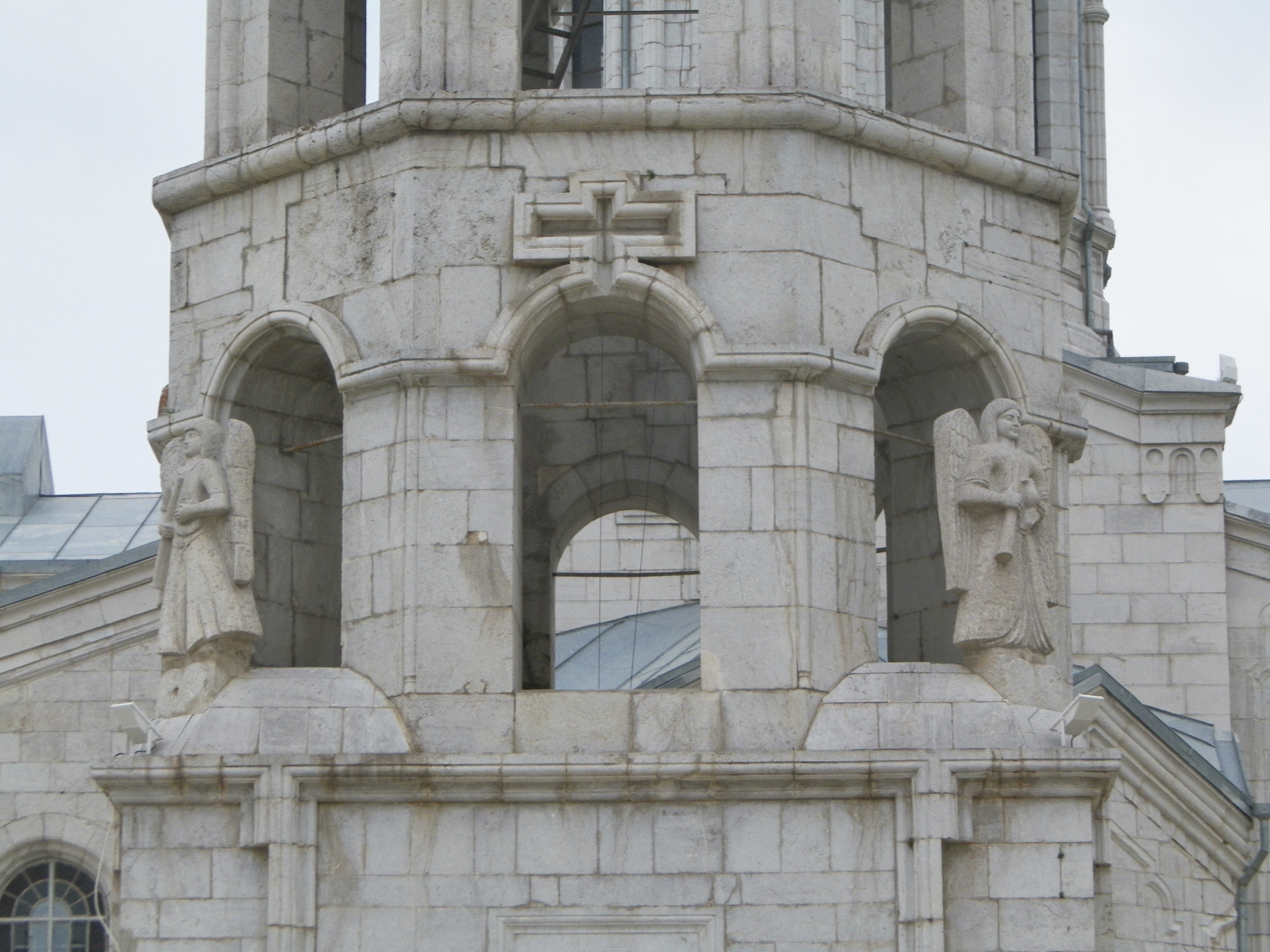
برج ناقوس کلیسا
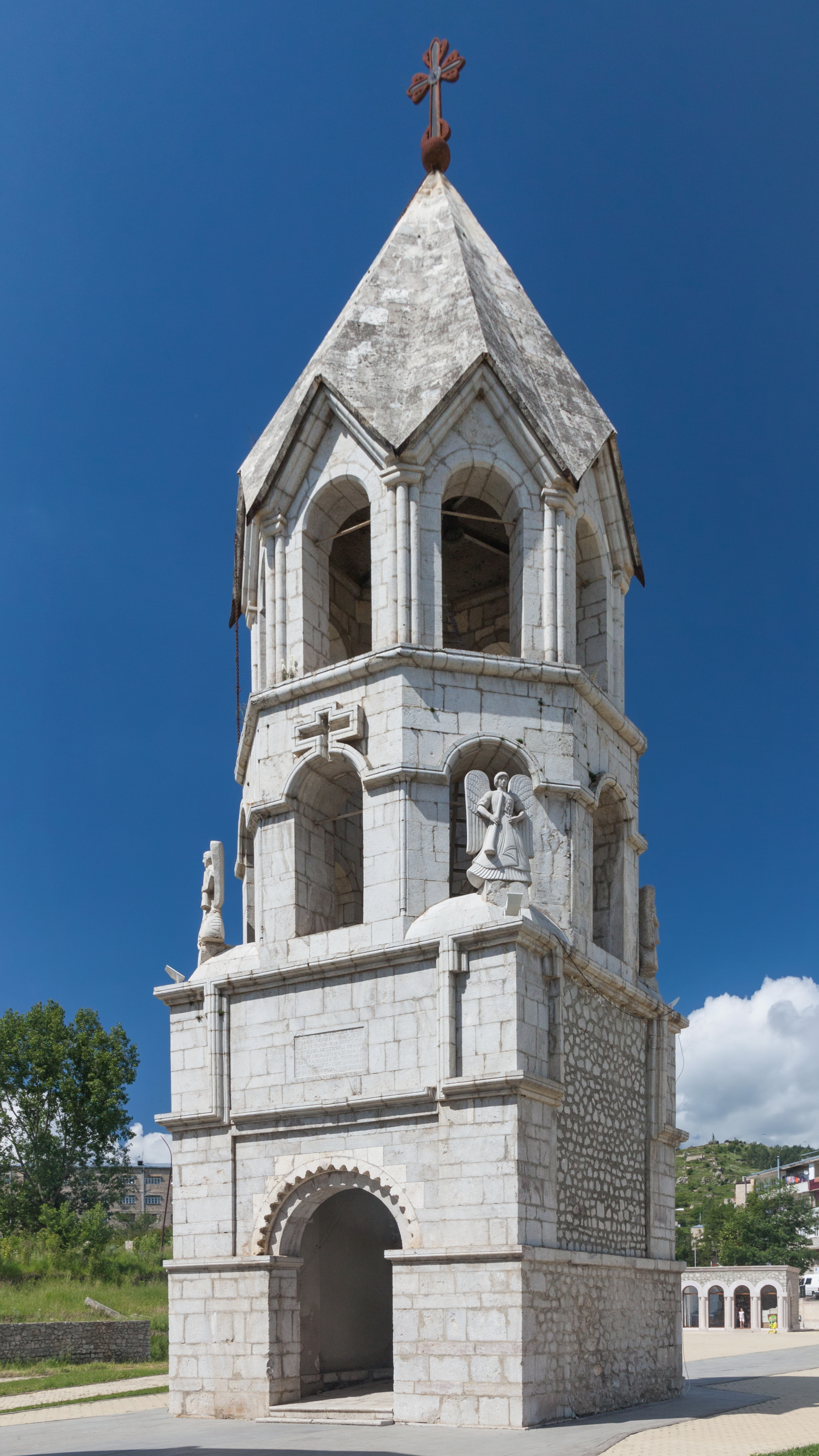
برج ناقوس کلیسا
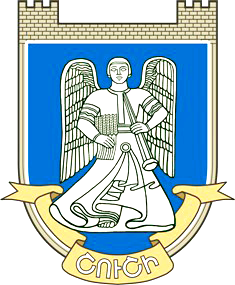
نشان شهر شوشی
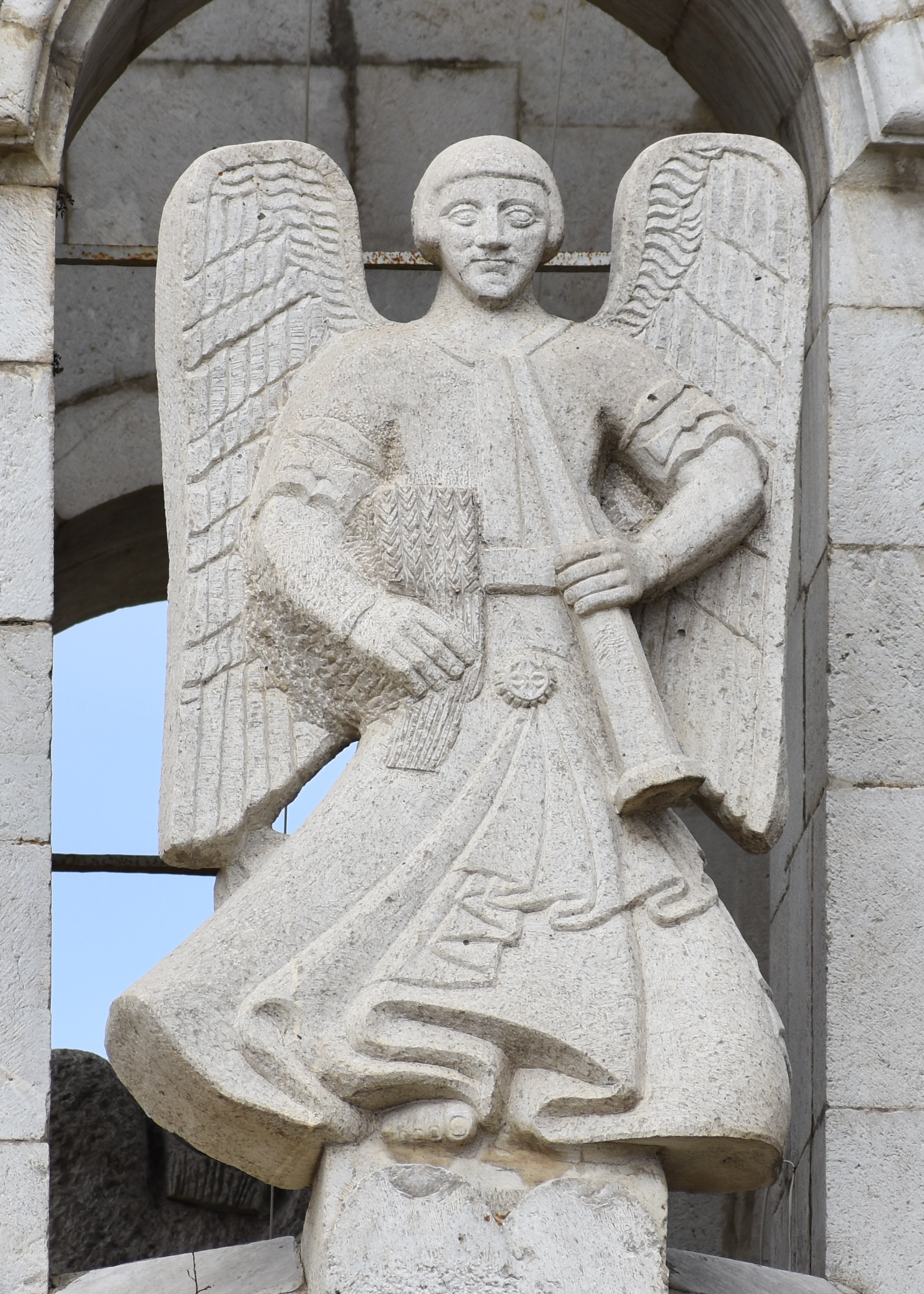
مجسمه فرشتگان